# 俄羅斯的瑪麗亞·米哈伊羅芙娜女大公
瑪麗亞·米哈伊洛芙娜（俄语：Мария Михайловна'，1825年3月9日—1846年11月19日），俄羅斯米哈伊爾·巴甫洛維奇大公的長女。
瑪麗亞終生未婚，1846年於維也納去世，年僅21歲。